# Famille Poullain
 (mars 2014).
La famille Poullain est une famille française originaire de Bretagne. Anoblies au XVIIIe siècle, ses deux branches sont désormais éteintes. Elle s'est illustrée avec trois hommes politiques à Nantes : Jean, Robert et Pierre Poullain. 

## Histoire
En Bretagne, Poullain de la Rivière de Gesvres, trois générations à la réformation de la noblesse de 1669.

## Personnalités
- Robin Poullain, député de la ville auprès de la reine Anne de Bretagne en 1505, membre du conseil des bourgeois.
- Marguerite Poullain (1537-1613), plus puissante marchande de Nantes au XVIe siècle, membre de la Contractation, épouse de Pierre d'Espinose.
- Guillaume Poullain (-1591), premier juge-consul de Nantes, échevin de la ville de Nantes.
- Pierre Poullain (1546-), sieur de La Vincendière, échevin de la ville de Nantes.
- Étienne Poullain (1553-), sieur de La Jallière, échevin de la ville de Nantes.
- Michel Poullain (1579-1637), sieur de Gesvres, trésorier des États de Bretagne.
- Jean Poullain (1598-1657), échevin de la ville de Nantes.
- Bernardin Poullain (1608-1650), sieur de Gesvres, trésorier des États de Bretagne.
- Julien Poullain (1564-), greffier des Eaux et Forêts du comté de Nantes.
- Edmond Charles Andronic Poullain de La Vincendière (1811-1893), page de Madame la Dauphine, vice-président du comité royaliste de Loire-Inférieure, marié en 1835 à Ambroisine-Marie-Mélanie d'Aumont, sœur du 10e duc d'Aumont.

- Robert Poullain (1534-1599), sieur de Gesvres, fut maire de Nantes de 1576 à 1577 et député aux États de Bretagne et aux États généraux à Blois en 1576 et 1588.
- Pierre Poullain (1589-1672), sieur de la Vincendière et de la Houssaye, mort en 1672, fut conseiller du roi et premier avocat du roi au présidial de Nantes et maire de Nantes de 1639 à 1642.
- Jean Poullain (-1662), écuyer, sieur de la Vincendière, fut conseiller du roi et premier avocat du roi au présidial de Nantes et maire de Nantes de 1661 à 1663.
- Robert Poullain des Dodières, maire de Sautron de 1847 à 1851.

## Alliances
Les alliances de cette famille sont : de Pontual, d'Espinose, de Marquès, de Mirande, d'Hérédie, Michel, Pillays, Souchay, de Charette, Bernard de La Turmelière, Laubier, Gellée, Boux de Casson, Jallier, Hus, d'Aragon, Le Ray, de La Brunetière du Plessis-Gesté, Bascher, du Breil du Buron, de Renouard de Drouges, de Bonnemez, de Busnel, de Félix, d'Aumont, Le Maignan de L'Ecorce, Burot de L'Isle, de Couëssin du Boisriou, de Lambert de Boisjan.

## Possessions
Cette famille a compté des seigneurs de ces lieux :
- La Rivière de Gesvres
- Le Houlleau
- Les Dodières
- La Houssaye
- La Vincendière
- La Haye-Mériais
- Le Boistaureau

## Armoiries
| Image | Armoiries de la famille                                                                             |
| ----- | --------------------------------------------------------------------------------------------------- |
|       | Famille Poullain. De sable au sautoir d'or, chargé en cœur d'une étoile de gueules[réf. nécessaire] |